# Liste der Bodendenkmale in Altenhausen
In der Liste der Bodendenkmale in Altenhausen sind alle Bodendenkmale der Gemeinde Altenhausen und ihrer Ortsteile aufgelistet. Grundlage ist die Veröffentlichung der Landesdenkmalliste mit Stand vom 25. Februar 2016.  Die Baudenkmale sind in der Liste der Kulturdenkmale in Altenhausen aufgeführt.

Der Link (Karte oder Lage) führt zu verschiedenen Kartendiensten mit der Position des Kulturdenkmals. Fehlt dieser Link, wurden die Koordinaten noch nicht eingetragen. Sind diese bekannt, können sie über ein Tool mit einer Kartenansicht einfach nachgetragen werden. In dieser Kartenansicht sind Kulturdenkmale ohne Koordinaten mit einem roten bzw. orangen Marker dargestellt und können durch Verschieben auf die richtige Position in der Karte mit Koordinaten versehen werden. Kulturdenkmale ohne Bild sind an einem blauen bzw. roten Marker erkennbar.

| Denkmal-ID | Fundart                | Ortsteil    | Bezeichnung                          | Zeitstellung | Lage                                                                             | Bemerkungen | Bild |
| ---------- | ---------------------- | ----------- | ------------------------------------ | ------------ | -------------------------------------------------------------------------------- | --- | ---- |
| 428310331  | Grabhügel              | Altenhausen | Mühlenhügel, eventuell ein Grabhügel | undatiert    | südwestlich des Ortes, dicht neben der Straße (Lage)                             | |      |
| 428310335  | besonderer Stein       | Altenhausen | preußischer „Wegweiser“              | undatiert    | westlich des Ortes Bodendorf (Lage)                                              | rotbräunlicher Buntsandstein, sichtbare Höhe: ca 90 cm, im Querschnitt ca. 39 cm, quadratisch. Der Stein läuft nach oben spitz gerundet aus. |      |
| 428312043  | Befestigung > Burg     | Altenhausen | Burganlage                           | undatiert    | nordwestlich des Ortes im Wald (Lage)                                            | kleine, auf drei Seiten von Sumpf umgebene Anhöhe                                                                                            |      |
| 428312042  | Befestigung > Burg     | Altenhausen | überbaute Burg                       | Mittelalter  | auf dem nordwestlichen Ende einer Anhöhe im Nordteil des Ortes, ehem. Gut (Lage) | ehemals runde Steinburg |      |
| 428310333  | Befestigung            | Altenhausen | vermutliche Befestigung              | undatiert    | ca. 0,8 km südlich des Ortes („Schanze“ am „Westerberg“) ()                      | |      |
| 428312053  | Grabmal > Megalithgrab | Emden       | Megalithgrab                         | Neolithikum  | (Lage)                                                                           | Langgrab auf Anhöhe aus 13 Steinen, am Hügelfuß befinden sich weitere große Steine.                                                          |      |
| 428310336  | Befestigung            | Ivenrode    | Befestigung?/„Viereckschanze?“       | Neuzeit      | nördlich des Ortes („Holzberg“) ()                                               | Vermutlich neuzeitliche Anlage auf einer Anhöhe („Holzberg“) im Wiesengelände.                                                               |      |